# Supska
Supska (en serbe cyrillique : Супска) est une ville de Serbie située dans la municipalité de Ćuprija, district de Pomoravlje. Au recensement de 2011, elle comptait 1 023 habitants.
Supska est officiellement classée parmi les villages de Serbie.

## Démographie

### Évolution historique de la population
| 1948  | 1953  | 1961  | 1971  | 1981  | 1991  | 2002  | 2011  |
| ----- | ----- | ----- | ----- | ----- | ----- | ----- | ----- |
| 1 690 | 1 852 | 1 815 | 1 787 | 1 830 | 1 803 | 1 434 | 1 023 |

|  |